# 迪士尼 扭曲仙境
《迪士尼 扭曲仙境》是一款《迪士尼》IP的日本女性向手机游戏，该游戏由Aniplex和日本迪士尼共同合作开发并在2020年3月18日发行（日版），而北美版于2022年1月20日发行。2021年10月14日，Aniplex与日本迪士尼宣布动画化。

## 游戏玩法
游戏玩法是以节奏和战斗为主的反派学院冒险游戏。在主线剧情方面是以Live2D全语音的形式呈现，让玩家欣赏到各个角色丰富多彩的表情变化。玩家在游玩故事剧情时会遇上各种节奏小游戏，需要根据音乐的节奏来点击画面上出现的音符，以此获得高分。而在战斗方面，玩家操控角色们使用魔法进行战斗并选择合适的魔法来给予敌人重创。此外，角色还可以通过参加「魔法史」、「炼金术」和「飞行术」等课程来提升自身的能力。

## 剧情与角色
主角被一面魔镜召唤到了异世界中的「扭曲仙境」，之后误打误撞来到名为「暗夜渡鴉學園」的名门魔法士養成學校。在这玩家需要与一群不易相处的问题儿童合作，共同找出回到原来世界的方法。角色设计灵感来源来自于迪士尼的反派角色，游戏中分为7个不同的学生宿舍，分別向不同的迪士尼作品致敬。当中包括「Heartslabyul 寮」、「Savanaclaw 寮」、「Scarabia 寮」等。

## 开发
2019年2月1日，Aniplex与日本的迪士尼合作开发《迪士尼 扭曲仙境》并于2019年3月23日在「AnimeJapan 2019」中首次公开游戏情报，该游戏是以迪士尼中登場的反派（ヴィランズ）作为灵感来源，当中包含《爱丽丝梦游仙境》、《狮子王》、《小美人鱼》、《阿拉丁》、《白雪公主》、《大力士》、《睡美人》等经典故事，而每个故事代表住在七个不同宿舍的学生。此外，本作角色设计是由《黑执事》的作者枢梁负责。
Aniplex与日本迪士尼于2021年10月14日宣布游戏动画化。

## 收入
自预约阶段开始就受到超过150万用户的关注，在今年三月日服正式上线之后的表现更令人惊艳，《迪士尼 扭曲仙境》多次登上畅销榜冠军，并且长期保持在畅销榜TOP10。根据日本数据机构iGage的报告显示，该游戏刚上线时的玩家数为55.6万直到7月中旬，玩家数量便翻倍至114.3万。iGage的报告还指出《扭曲仙境》的玩家主要由女性构成，这与其他手游在日本市场的表现形成了鲜明对比。其中十几岁女性玩家占比为35.5%，20岁女性用户占比为46.5%。随着这些女性用户逐渐成长并增强消费能力，该游戏的收入增长潜力很高。相比之下，中国手游在日本市场上的表现通常难以维持玩家数量。

## 其他媒體

### 動畫
《迪士尼 扭曲仙境 動畫版》（日語：-{ディズニー ツイステッドワンダーランド
ザ アニメーション}-），首次公佈動畫化是在2021年10月。2024年宣布預定於2025年10月，在Disney+全球獨佔的遊戲改編動畫。

## 外部連結
- 官方网站 （页面存档备份，存于）（日語）